# Rocher de Sel
Rocher de Sel (Saltklippan) är en klippformation i Algeriet.   Den ligger i provinsen Djelfa, i den norra delen av landet, 210 km söder om huvudstaden Alger. Rocher de Sel ligger 921 meter över havet. Klippformationen består av en blandning av salt och lera.